# Koi No Yokan
Koi No Yokan (яп. 恋の予感, в переводе с яп. — «Предчувствие любви») — седьмой студийный альбом американской альтернативной метал-группы Deftones, выпущенный 12 ноября 2012 года в Великобритании и на следующий день в США на лейбле Reprise Records. Koi No Yokan дебютировал под номером 11 в Billboard 200 и под номером 5 в Top Rock Albums, в первую неделю было распродано 65 000 копий. К марту 2016 года в США было продано около 214 000 копий альбома.

## Об альбоме
29 мая 2012 года в интервью на официальном YouTube-канале ESP Guitars Стивен Карпентер заявил, что группа на данный момент работает над новым альбомом. Это подтвердил Ник Раскулинец, дополнив что он занимается продюсированием пока неназванного седьмого студийного альбома группы.

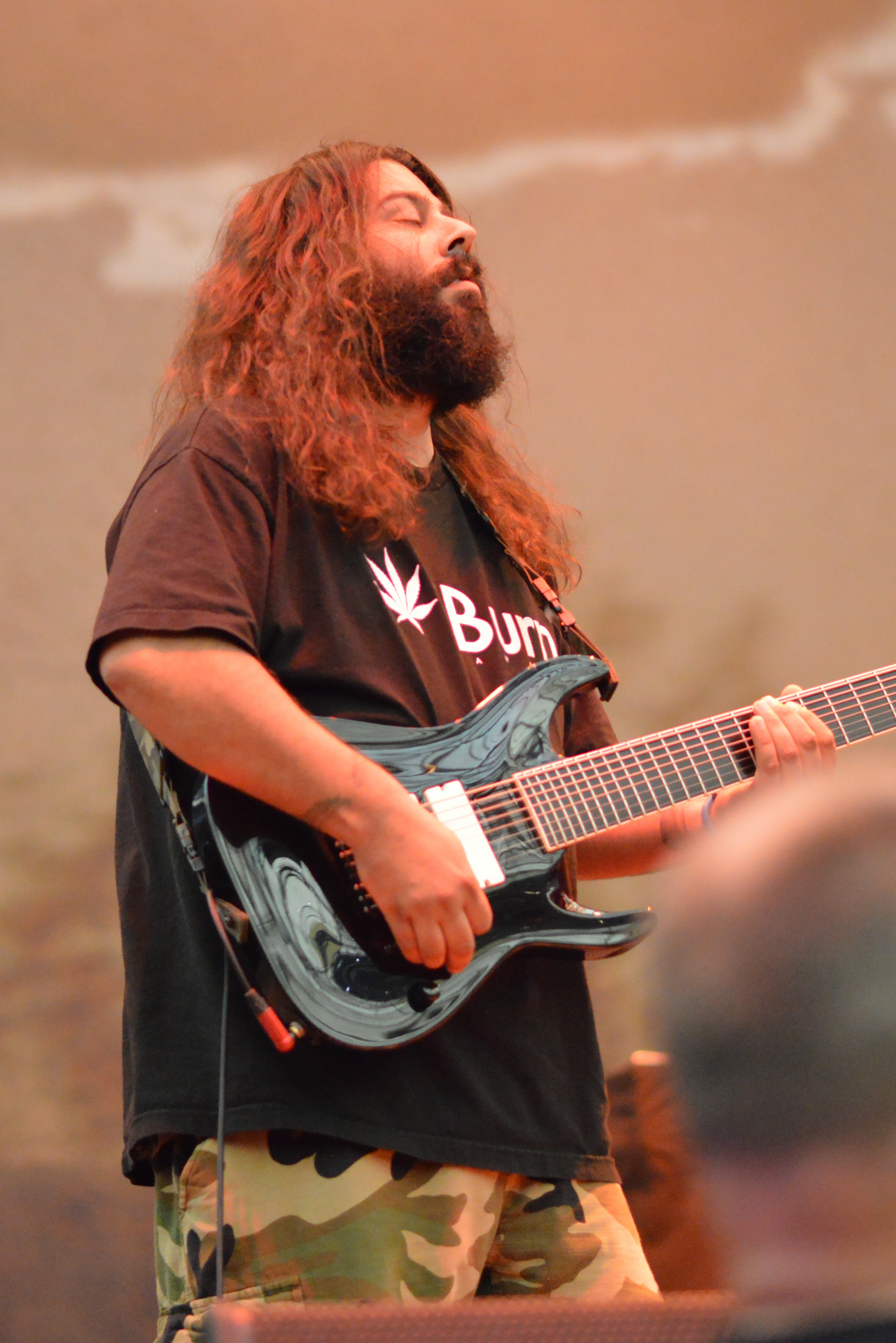
Стивен Карпентер на концерте Rock im Pott 2013 год

Группа также заявила, что они запишут несколько би-сайдов к альбому, в частности кавер на песню Элвиса Пресли и, возможно, на песни Earth, Wind & Fire. Но вскоре группа анонсировала, что в альбоме не будет бонус-треков. 28 июля Deftones записала новую песню из грядущего альбома под названием «Rosemary», а после — песню «Roller Derby» (позже переименованную в «Poltergeist»). 30 августа 2012 года было анонсировано, что альбом под названием Koi No Yokan будет выпущен 12 ноября 2012 года на лейбле Reprise Records.

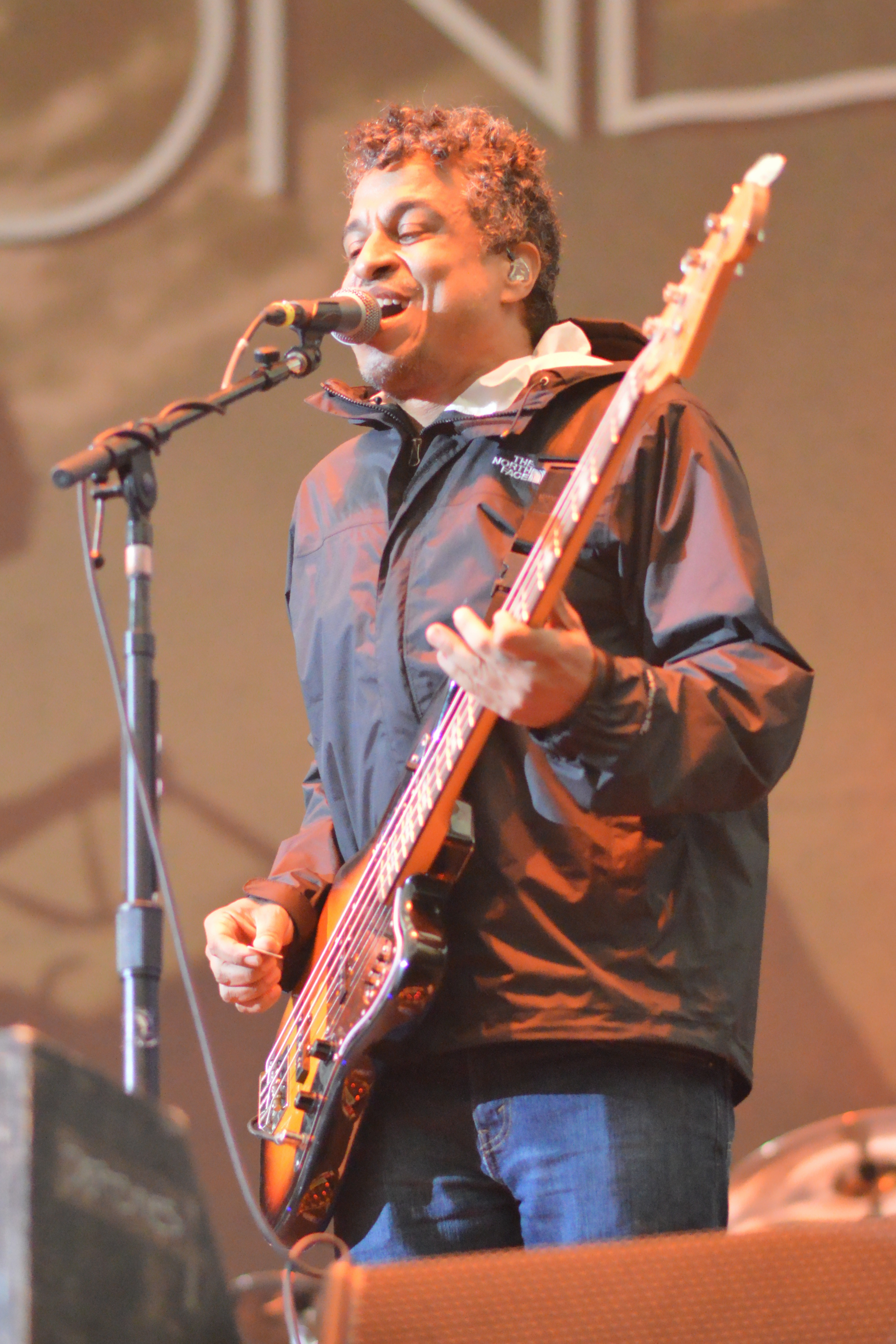
Серхио Вега на концерте Rock im Pott 2013 год

Фронтмен группы Чино Морено охарактеризовал альбом как «динамичный», подчеркнув насыщенность и разнообразие звуковой палитры, отметив большой вклад идей басиста Серхио Веги, по сравнению с их предыдущей записью Diamond Eyes.

Главным изменением в процессе записи альбома стало использование Fractal Audio Systems Axe-FX — гитарного процессора, моделирующего усилители, акустические системы и различные эффекты, что позволяет насытить разные звуки и придать им многогранность. Серхио Вега рассказывал: 
Мы могли принести фракталку в гостиничный номер и запустить её через программу на компьютере, чтобы записывать свои идеи и дополнять их.
 Группа сначала записывала гитару, бас и вокал. Барабаны записывались последними, и после поверх них накладывались гитара, бас и вокал. Серхио подтвердил, что «всё было натуральным и чистым».

## Выпуск и отзывы
| Совокупная оценка | Совокупная оценка |
| Источник          | Оценка            |
| ----------------- | ----------------- |
| Metacritic        | 86/100            |
| Оценки критиков   |                   |
| Источник          | Оценка            |
| AbsolutePunk      | 9/10              |
| Allmusic          | [ 25 ]            |
| BBC Music         | +                 |
| Drowned in Sound  | 9/10              |
| Kerrang!          | [ 28 ]            |
| Loudwire          | [ 29 ]            |
| NME               | 8/10              |
| Slant Magazine    | [ 31 ]            |
| Spin              | 7/10              |
| Sputnikmusic      | 4.4/5             |

19 сентября 2012 года на сайте группы стал доступен для скачивания промосингл «Leathers». 8 октября 2012 года вышла песня «Leathers», ставшая первым синглом из альбома Koi No Yokan; также в лимитированное издание этого трека в формате аудиокассеты была включена композиция «Rosemary» как би-сайд.
3 октября 2012 года на независимом веб-сайте PureVolume состоялась премьера песни «Tempest» путём потокового вещания. 9 октября 2012 года песня «Tempest» была выпущена в качестве сингла.
6 ноября 2012 года на официальном YouTube-канале группы был выпущен трейлер альбома Koi No Yokan.
30 марта 2013 года был выпущен сингл «Swerve City».
Это первый альбом группы, который был выпущен на HDtracks.
В мае 2013 года американский музыкальный журнал Revolver назвал Koi No Yokan «альбомом года» на пятом ежегодном фестивале Revolver Golden Gods Award.

## Список композиций
Все тексты написаны Чино Морено, вся музыка написана Deftones.
| №   | Название                | Перевод                | Длительность |
| --- | ----------------------- | ---------------------- | ------------ |
| 1.  | «Swerve City»           | Город скитальцев       | 2:45         |
| 2.  | «Romantic Dreams»       | Романтические фантазии | 4:38         |
| 3.  | «Leathers»              | Кожа                   | 4:09         |
| 4.  | «Poltergeist»           | Полтергейст            | 3:31         |
| 5.  | «Entombed»              | Погребённый            | 4:59         |
| 6.  | «Graphic Nature»        | Живая натура           | 4:32         |
| 7.  | «Tempest»               | Буря                   | 6:05         |
| 8.  | «Gauze»                 | Марля                  | 4:41         |
| 9.  | «Rosemary»              | Розмари                | 6:53         |
| 10. | «Goon Squad»            | Телохранители          | 5:40         |
| 11. | «What Happened to You?» | Что с тобой случилось? | 3:54         |

## Участники записи
| Deftones - Чино Морено — вокал, гитара - Стивен Карпентер — гитара - Серхио Вега — бас-гитара - Эйб Каннингэм — барабаны - Франк Делгадо — клавишные, семплы | Производственный персонал - Ник Рэскаленикс — продюсер - Мэтт Хайд — продюсер, звукорежиссёр - Стив Олмон — звукорежиссёр - Рич Кости — сведение - Эрик Айсип — сведение - Тед Дженсен — мастеринг - Крис Касич — звукорежиссёр - Фрэнк Мэддокс — арт-директор, дизайн обложки - Futura — фотограф - 13th Witness — фото группы |

## Чарты
| Чарт (2012)                   | Позиция |
| ----------------------------- | ------- |
| Canadian Albums Chart         | 13      |
| Hungarian Albums Chart        | 40      |
| Германия (Offizielle Top 100) | 17      |
| UK Albums Chart               | 30      |
| U.S. Billboard 200            | 11      |
| U.S. Rock Albums              | 5       |
| U.S. Alternative Albums       | 5       |
| U.S. Hard Rock Albums         | 2       |